# Камышевахская волость
Камышевахская во́лость — историческая административно-территориальная единица Бахмутского уезда Екатеринославской губернии.
По состоянию на 1886 год состояла из 13 поселений, 12 сельских общин. Население — 4314 человек (2221 человек мужского пола и 2093 — женского), 685 дворовых хозяйств.
|                       | Площадь, десятин | В том числе пахотной, десятин |
| --------------------- | ---------------- | ----------------------------- |
| Сельских общин        | 4649             | 1692                          |
| Частной собственности | 12773            | 4865                          |
| Другой собственности  | 282              | 11                            |
| В целом               | 17704            | 6568                          |

Поселение волости:
- Камышеваха — село при реке Камышеваха в 35 верстах от уездного города, 726 человек, 121 двор, православная церковь, школа, лавка, 3 ярмарки в год. За 9 верст — постоялый двор. За 11,5 верст — почтовая станция. За 4 версты — железнодорожная станция Камышеваха. За 8 верст — железнодорожная станция Попасная. За 18 верст — железнодорожная станция Наталовка.
- Клиновое — село при балке «Клиновой», 751 человек, 111 дворов.
- Новоалександровка («Рубашкино», «Западная») — село при реке Камышеваха, 581 человек, 65 дворов.
- Приволье («Федоровка») — село при реке Камышеваха, 500 человек, 85 дворов.